# OÖ Snow & Fun Card
OÖ Snow & Fun Card est le nom commercial désignant le regroupement des sept plus grandes stations de ski du Land de Haute-Autriche, situées dans le nord des Alpes autrichiennes.
Les domaines skiables, cumulant un total de 251 km de pistes desservies par 121 remontées mécaniques, sont reliés entre eux uniquement par la route. Le domaine de Dachstein-West représente à lui seul près de la moitié de l'offre totale.
Les stations suivantes sont membres de la OÖ Snow & Fun Card :
- Gosau - Skiregion Dachstein-West
- Krippenstein
- Feuerkogel
- Hinterstoder
- Hochficht
- Kasberg
- Wurzeralm